# MTU Aero Engines
MTU Aero Engines AG (originellement BMW Flugmotorenbau puis MAN Turbo) est une entreprise allemande qui fait partie de l’indice boursier MDAX, attachée à la conception et à la production de composants de propulsion aéronautique.
Travaillant en partie sous forme de consortiums, elle participe ainsi à des projets essentiels du monde aéronautique et aérospatial. Certains des produits conçus sont par exemple les réacteurs des Panavia Tornado et des Eurofighter Typhoon, les turbopropulseurs équipant l’Airbus A400M ou encore la motorisation MTR 390 de l'hélicoptère Tigre.
MTU Aero Engines AG se classait en 2023 au 93e rang mondial pour la production d'armement.

## Historique

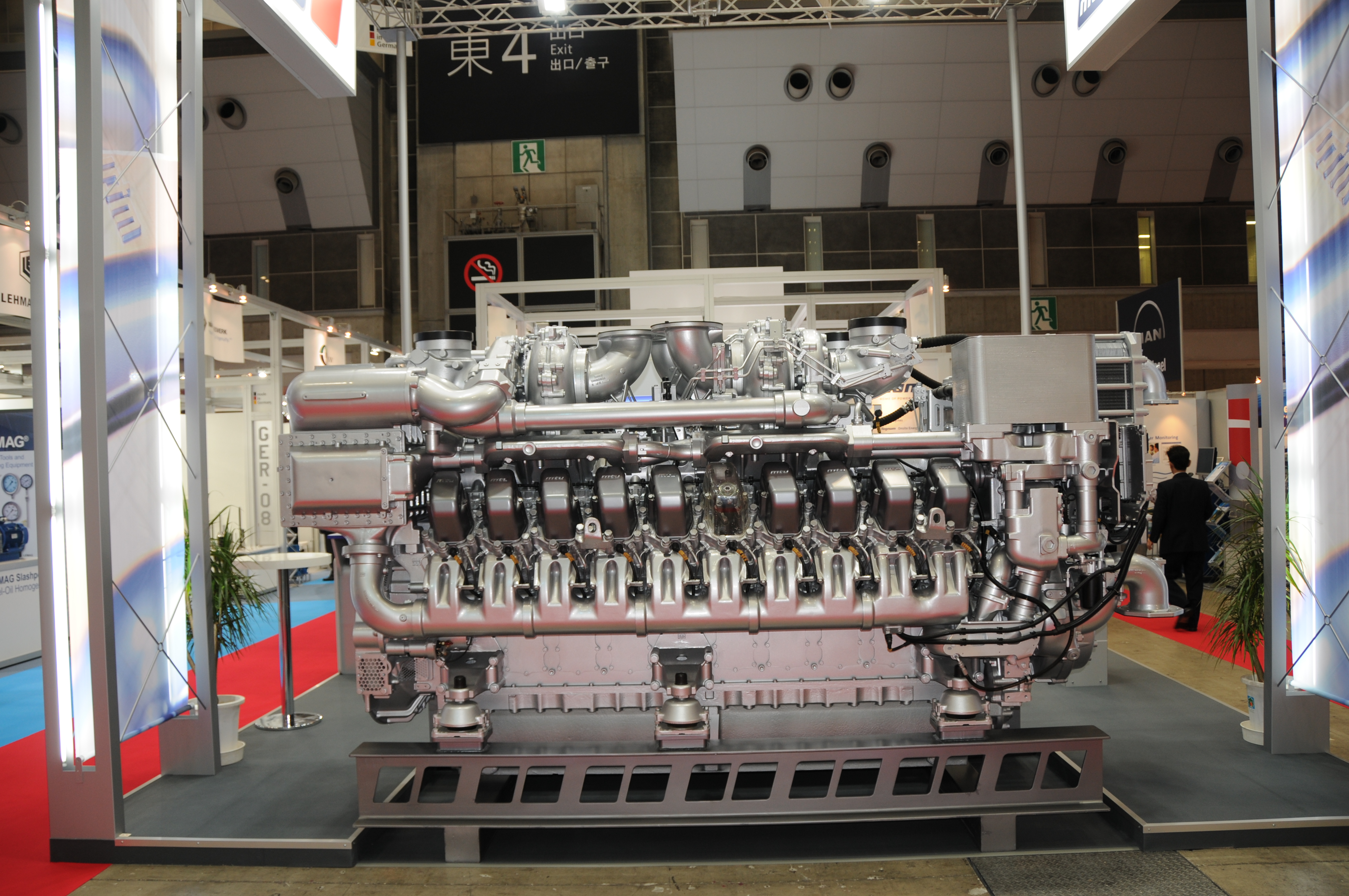
Un moteur MTU 20V4000M93 exposé au salon SeaJapan 2008 à Tokyo.

MTU Aero Engines trouve son origine dans l'activité historique du constructeur automobile allemand BMW. BMW était à l'origine un fabricant de moteurs d'avions, créé par Karl Rapp en 1913 à Munich sous le nom de « Rapp Motorenwerke GmbH ». Karl Rapp rebaptise son entreprise Bayerische Motoren Werke AG (BMW) en 1917. En 1918, BMW est, avec le moteur BMW IIIa (surnommé Bavarian Engine), le numéro trois mondial de la fabrication de moteurs d'avions et emploie 3 500 salariés. BMW commence à collaborer avec l'américain Pratt & Whitney dès la fin de la Première Guerre mondiale. 
En 1934, BMW loge son activité moteurs d'avions dans une filiale spécifique, la BMW Flugmotorenbau GmbH, et participe à l'effort de guerre allemand. En 1936, les ateliers déménagent à Allach-Untermenzing, près de Munich, où sont encore aujourd'hui installées les usines de MTU Aero Engines. 
Après la guerre, l'activité moteurs d'avions est arrêtée, et BMW se consacre à la maintenance des véhicules militaires américains en provenance de toute l'Europe. BMW ne reprend son activité moteurs d'avions qu'en 1954, avec une nouvelle filiale, la BMW Triebwerkbau GmbH, basée à Allach. En 1959, BMW Triebwerkbau commence la production sous licence du moteur General Electric J79-11A qui équipe le Lockheed F-104 Starfighter. 
En 1960, son compatriote de Munich, Maschinenfabrik Augsburg-Nürnberg AG (MAN), acquiert 50 % de BMW Triebwerkbau GmbH. MAN AG reprend la totalité de BMW Triebwerkbau en 1965, et la fusionne avec sa propre filiale MAN Turbomotoren GmbH. BMW quitte le secteur aéronautique. 
La nouvelle société MAN Turbo GmbH acquiert en 1965 les licences de fabrication des moteurs de l'avion de reconnaissance et de lutte anti-sous-marine Breguet Atlantic et de l'avion de transport militaire C-160 Transall. 
En 1969, MAN regroupe ses activités moteurs d'avions avec les activités moteurs diesel de son compatriote Daimler-Benz dans une nouvelle entité, la Motoren und Turbinen Union GmbH : MTU GmbH est créée. MTU est alors constituée de deux sociétés, la MTU München pour les moteurs d'avions et la MTU Friedrichshafen pour les moteurs Diesel. MTU GmbH est détenue à parité par les deux groupes et emploie 11 000 salariés. 
En 1971, MTU Munchen, présent jusqu'alors uniquement dans les moteurs d'avions militaires, se diversifie dans la propulsion aéronautique civile, avec la fabrication en coopération avec General Electric du réacteur CF6-50 qui équipera le premier Airbus, l'A300. 
À la fin des années 1970, MTU se diversifie dans la maintenance aéronautique, avec la constitution en 1979 d'une filiale spécialisée, MTU Maintenance Hannover. 

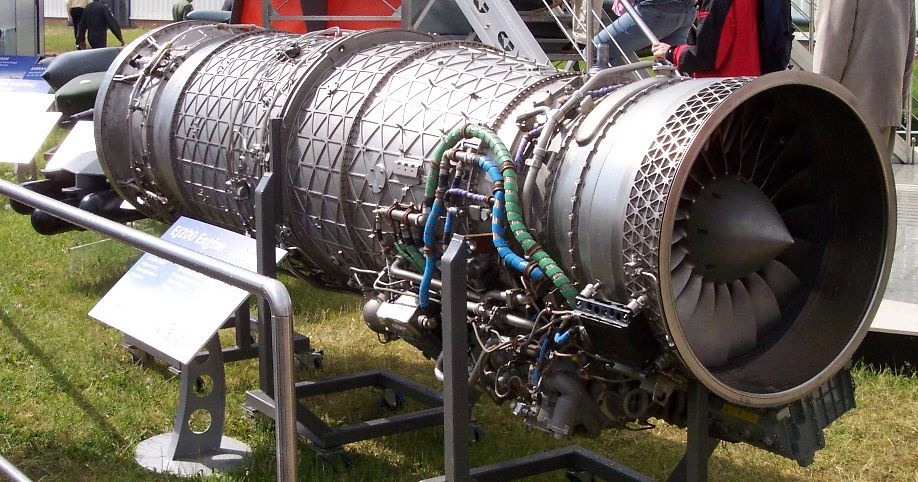
Eurojet EJ200.

En 1983, International Aero Engines est créée avec Pratt & Whitney, mais aussi avec Rolls-Royce, Japanese Aero Engines Corporation et Fiat Avio, pour fabriquer le réacteur V2500 qui doit équiper le nouvel Airbus, l'A320. Trois ans plus tard un consortium similaire, nommé EuroJet Turbo, est créé afin de développer l'Eurojet EJ200 destiné à motoriser l'Eurofighter Typhoon.
En 1985, MAN AG revend sa participation de 50 % dans MTU à Daimler-Benz, qui en devient l'unique propriétaire. 
En 1989, Daimler-Benz crée Dasa Deutsche Aerospace, pour fédérer l'ensemble des activités aéronautiques allemandes. Outre MTU, Dasa regroupe Dornier, MBB et les activités aéronautiques d'AEG. 
Entre 1992 et 1995, MTU est durement touchée par la chute des budgets militaires au niveau mondial. Obligée de s'adapter, MTU est restructurée et développe son activité maintenance. De nouvelles filiales ad-hoc sont créées près de Berlin, en Malaisie, au Canada. 

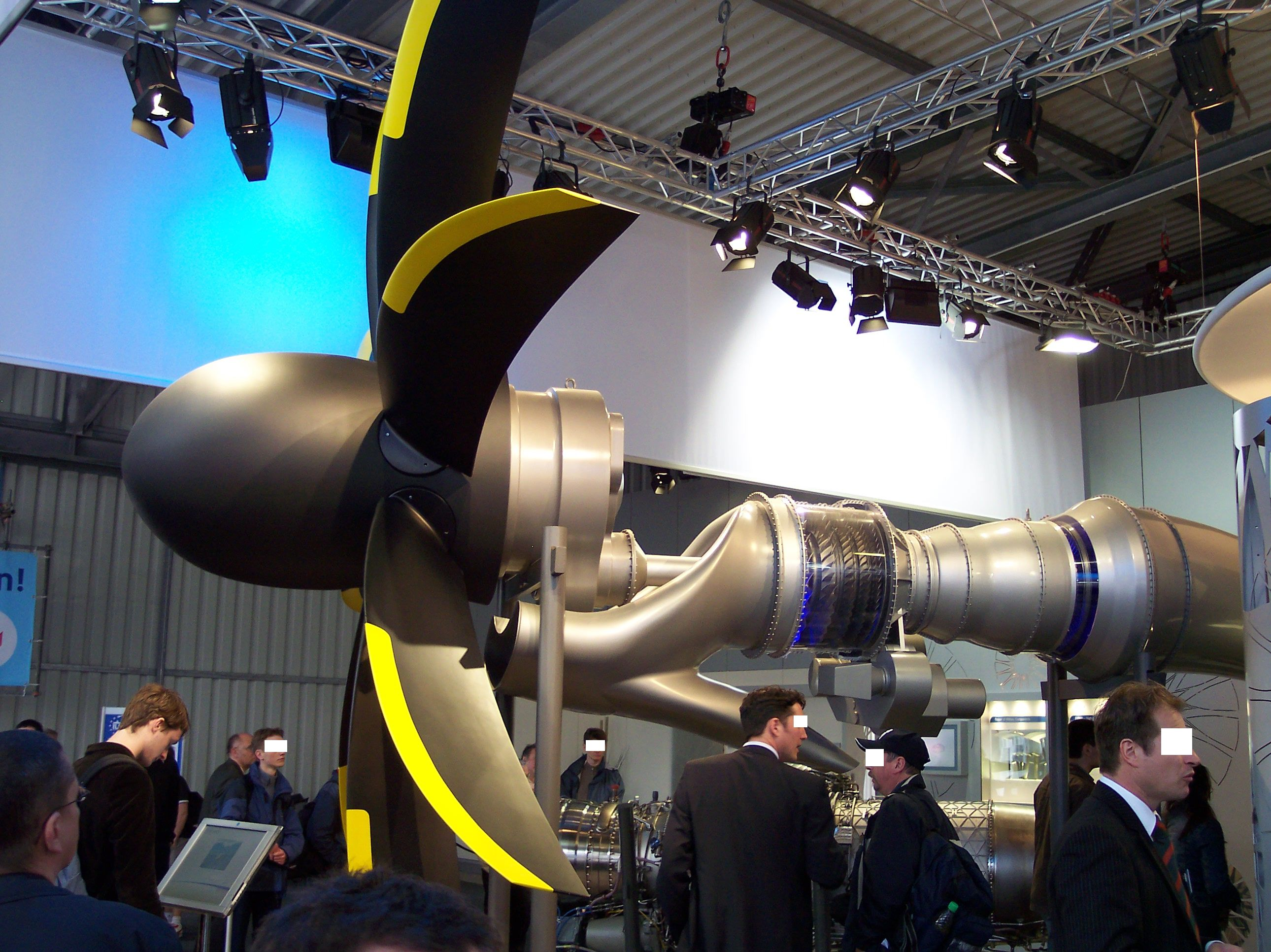
Europrop International TP400.

En 2000, MTU Munchen est rebaptisée « MTU Aero Engines ». Daimler cède MTU Aero Engines en 2004 au fonds de private equity américain Kohlberg Kravis Roberts. En juin 2005, MTU Aero Engines est introduit à la bourse de Francfort, et en 2006, KKR revend en bourse la totalité de sa participation. 
À partir de 2002, MTU participe avec notamment les deux principaux motoristes européens, Rolls-Royce et Snecma, au développement du turbopropulseur TP400. Le 6 février 2019, MTU signe avec Safran Aircraft Engines (nouveau nom de Snecma) un accord de coopération pour le développement de nouveaux moteurs à réaction pour le futur avion (SCAF).
Aujourd'hui, MTU Aero Engines n'a pas d'actionnaire principal, la totalité de son capital est flottant.

## Organisation
Les différents sites de MTU Aero Engines à travers le monde : 
- MTU Aero Engines, Munich (Allemagne) - Siège Social
- MTU Maintenance Hannover (Hanovre, Allemagne)
- MTU Maintenance Berlin-Brandenbourg (Berlin)
- MTU Maintenance Canada (Richmond, Colombie Britannique, Canada)
- MTU Maintenance Zhuhai (Zhuhai, Chine)
- MTU Aero Engines North America (Rocky Hill, Connecticut, États-Unis)
- MTU Aero Engines Polska (Pologne)
- Vericor Power Systems (Alpharetta, Georgie, États-Unis)

En 2010, le chiffre d'affaires était ventilé selon : 
- Moteurs pour aéronefs civils : 1 178 millions d'euros ;
- Moteurs pour aéronefs militaires : 486 millions € ;
- Maintenance : 1 074 millions €.

En 2010, l'activité moteurs civils et militaires employait 4 965 salariés et l'activité maintenance 2 942.

## Chiffres clés
|                    | 2005  | 2006   | 2007   | 2008   | 2009   | 2010  |
| ------------------ | ----- | ------ | ------ | ------ | ------ | ----- |
| CA Total en M€     | 2 148 | 2 416  | 2 576  | 2 724  | 2 611  | 2 707 |
| Part de la Défense | 23 %  | 20,3 % | 19,3 % | 18,2 % | 20,3 % | 18 %  |
| Résultat Net en M€ | 33    | 89     | 154    | 180    | 141    | 142   |
| Effectifs          | 6 746 | 7 077  | 7 130  | 7 537  | 7 665  | 7 907 |